# Постпанк-ривайвл
Постпа́нк-рива́йвл (от англ. Post-punk revival — дословно «возрождение постпанка») — жанр или направление инди-рока, возникшее в начале 2000-х годов, когда музыканты начали играть урезанную и вернувшуюся к основам версию гитарного рока, вдохновленную оригинальным звучанием и эстетикой постпанка, новой волны и гаражного рока. Он тесно связан с возрождением новой волны и возрождением гаражного рока.
Жанр делает акцент на «рок-аутентичности», что рассматривалось как реакция на коммерциализацию ориентированных на MTV ню-метала, хип-хопа и «пресных» пост-брит-поп групп. Коммерческий прорыв жанра произошел с выпуском альбома Is This It группы The Strokes в 2001 году. Жанр достиг зенита в середине десятилетия с успехом Bloc Party, Arctic Monkeys и The Killers. Со временем более поздние инди- и пост-панк-группы подверглись критике с использованием термина «landfill indie» (с англ. — «свалка инди»).

## История

### Предыстория
В 1980-х и 1990-х годах возник интерес к гаражному року и элементам панка, и к 2000 году на местных музыкальных сценах в нескольких странах появились группы, играющие альтернативную и инди-музыку. Рок-сцена Детройта включала The White Stripes и The Von Bondies. Нью-йоркская сцена включала The Strokes, Interpol, Yeah Yeah Yeahs, Le Tigre, TV on the Radio, LCD Soundsystem, The Walkmen, The Rapture и Liars. В Лос-Анджелесе и Сан-Франциско сцена была сосредоточена вокруг Black Rebel Motorcycle Club, The Brian Jonestown Massacre, The Dandy Warhols и Silversun Pickups. В других странах были свои местные группы, включавшие пост-панк-музыку.

### 2001–2007: Коммерческий прорыв
Коммерческий прорыв этих сцен начался изначально в Великобритании и был возглавлен небольшой группой исполнителей. The Strokes появились на нью-йоркской клубной сцене со своим дебютным альбомом Is This It (2001), который дебютировал на 2-м месте в Великобритании и ворвался в Топ-40 в Америке. The White Stripes из Детройта выпустили свой третий альбом White Blood Cells (2001), который достойно занял места в чартах как в США, так и в Великобритании, а также породил два трансатлантических сингла, вошедших в Топ-25. The Hives из Швеции добились мейнстримового успеха со своим сборником Your New Favourite Band (2001), который достиг 7-го места в британских чартах. Также в 2001 году дебютный альбом Black Rebel Motorcycle Club достиг 5-го места в Великобритании. The Vines из Австралии выпустили Highly Evolved в 2002 году, который вошел в пятерку лучших в Англии и Австралии, а также достиг 11-го места в США. Наряду с The Strokes, The White Stripes, The Hives и другими, они были окрещены частью СМИ как группы «The» и названы «спасителями рок-н-ролла», что побудило журнал Rolling Stone объявить на своей обложке в сентябре 2002 года: «Рок вернулся!». Это внимание прессы, в свою очередь, привело к обвинениям в ажиотаже, и некоторые отвергли сцену как неоригинальную, ориентированную на имидж и немелодичную. По словам Рейнольдса, «кроме, может быть, The White Stripes, ни одну из них нельзя было бы по-настоящему назвать ретро».
В результате этого внимания, существующие группы, такие как Yeah Yeah Yeahs, смогли подписать контракты с крупными звукозаписывающими лейблами. Вторая волна групп, которым удалось получить международное признание в результате движения, включала Interpol, the Black Keys, the Killers, Kings of Leon, Modest Mouse, the Shins, the Bravery, Spoon, the Hold Steady и the National в США, и Franz Ferdinand, Bloc Party, the Futureheads, The Cribs, the Libertines, Kaiser Chiefs и the Kooks в Великобритании. Arctic Monkeys были самой известной группой, которая обязана своим первоначальным коммерческим успехом использованию социальных сетей в Интернете, с двумя синглами № 1 и Whatever People Say I Am, That’s What I’m Not (2006), который стал самым быстро продаваемым дебютным альбомом в истории британских чартов.

### 2008–2010: «Landfill indie» и спад популярности
В годы, последовавшие за релизом Whatever People Say I Am, That's What I'm Not, появилось множество групп, таких как The Pigeon Detectives, Milburn, The Fratellis и The Rifles, которые создали более шаблонную производную от более ранних групп. К концу десятилетия критики стали называть эту волну групп термином «landfill indie», придуманным Эндрю Харрисоном из журнала The Word. В статье для The Guardian 2009 года журналист Питер Робинсон назвал движение Landfill Indie мертвым, обвинив в этом Scouting for Girls, The Wombats и Джо Лина, заявив: «Если бы Landfill Indie было игрой в Buckaroo!, эти трое заставили бы всю ослиную задницу мейнстримовой гитарной однообразности, дружелюбной к радио, взлететь высоко в воздух, размахивая ногами». В статье Vice 2020 года Джонни Боррелл, вокалист Razorlight, был назван «человеком, который определил и воплотил в жизнь Landfill Indie» из-за того, что сформировал «невероятно среднюю» группу, несмотря на свою близость к воодушевляющей группе the Libertines.
К 2008 году первоначальный успех движения начал спадать, что заставило комментаторов обсуждать его упадок как явления и утверждать, что его обогнала более музыкально и эмоционально сложная музыка инди-рок-групп, таких как Arcade Fire и Death Cab for Cutie. К концу десятилетия многие группы движения распались, взяли перерыв или перешли в другие музыкальные направления, и очень немногие оказали значительное влияние на чарты.
В число групп, вернувшихся к записям и гастролям в 2010-х годах, входят Franz Ferdinand, Arctic Monkeys, the Strokes и Interpol.

### 2011–настоящее время: Возрождение
Среди исполнителей постпанка, которые добились известности в 2010-х и начале 2020-х годов, были Parquet Courts, Protomartyr и Geese (США), Preoccupations (Канада), Iceage (Дания) и Viagra Boys (Швеция).
В середине-конце 2010-х и начале 2020-х годов появилась новая волна пост-панк-групп из Британии и Ирландии. Группы на этой сцене были описаны термином «Crank Wave» журналами NME и The Quietus в 2019 году, а также как «Post-Brexit New Wave» автором NPR Мэтью Перпетуа в 2021 году. Перпетуа описывает группы на сцене как «британские группы, которые как бы говорят-поют поверх пост-панк-музыки, а иногда это больше похоже на построк». Многие из этих групп связаны с продюсером Дэном Кэри и его лейблом Speedy Wunderground, а также с The Windmill, музыкальным заведением для всех возрастов в Брикстоне. Среди исполнителей, относящихся к этому стилю, можно назвать Black Midi, Squid, Black Country, New Road, Dry Cleaning, Shame, Sleaford Mods, Fontaines D.C., The Murder Capital, Idles и Yard Act.

## Представители

### Региональные сцены
В России ярким представителем этого направления стала группа Сруб — одна из главных представителей сибирской волны 2010-х.